# Nœud d'écoute
Le nœud d'écoute, ou nœud de tisserand est un nœud d'ajut. Il peut servir à relier ensemble deux cordages, ou à former un nœud de chaise.

## Nouage
Le cordage de plus fort diamètre (à gauche sur la photo) doit former la boucle simple (appelée ganse) dans laquelle le cordage plus fin s'insère avant de l'entourer. 
Le sens des boucles est important. En effet, les deux extrémités doivent se retrouver du même côté, sinon le nœud peut glisser, :

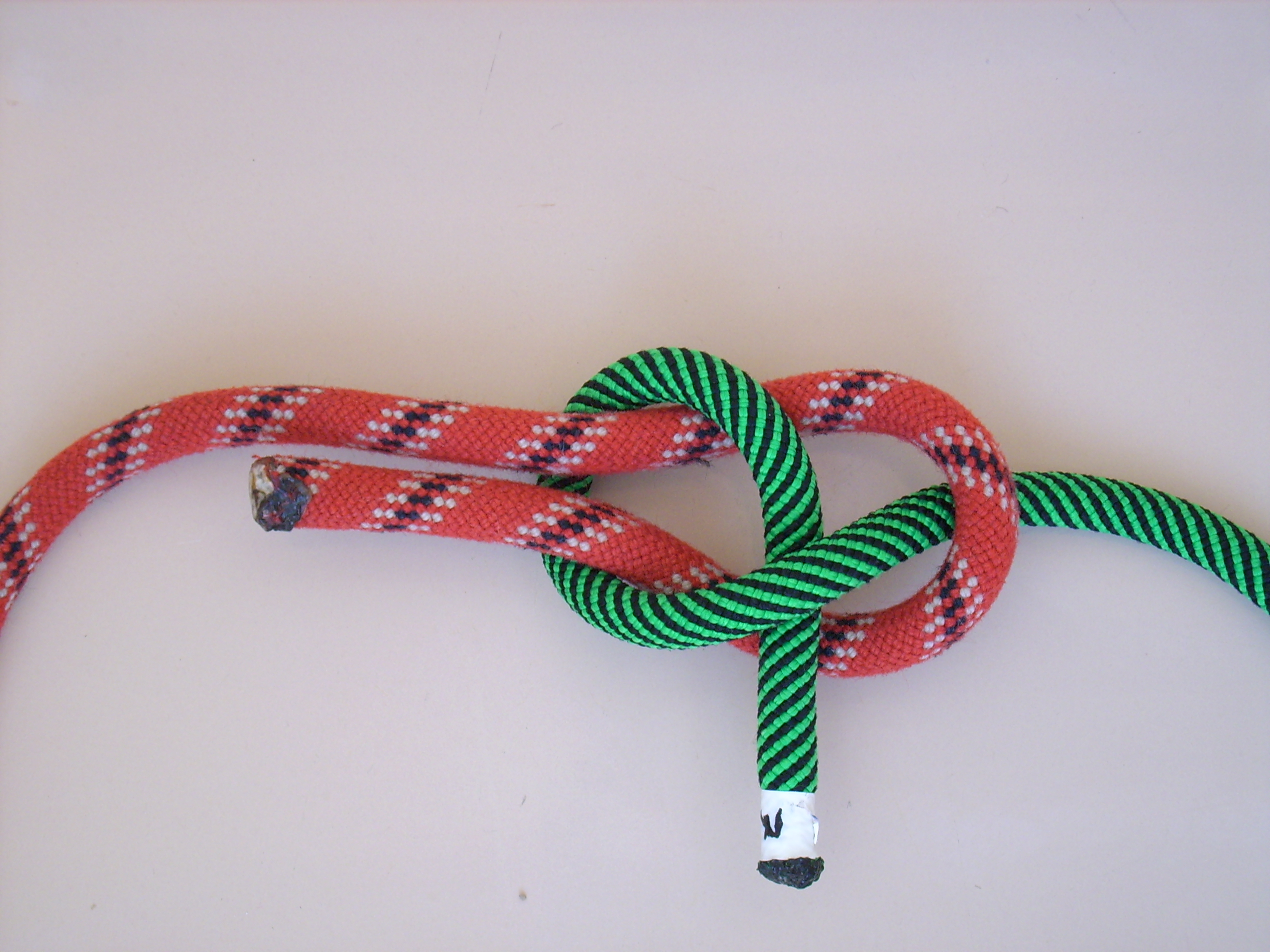
Nœud d'écoute
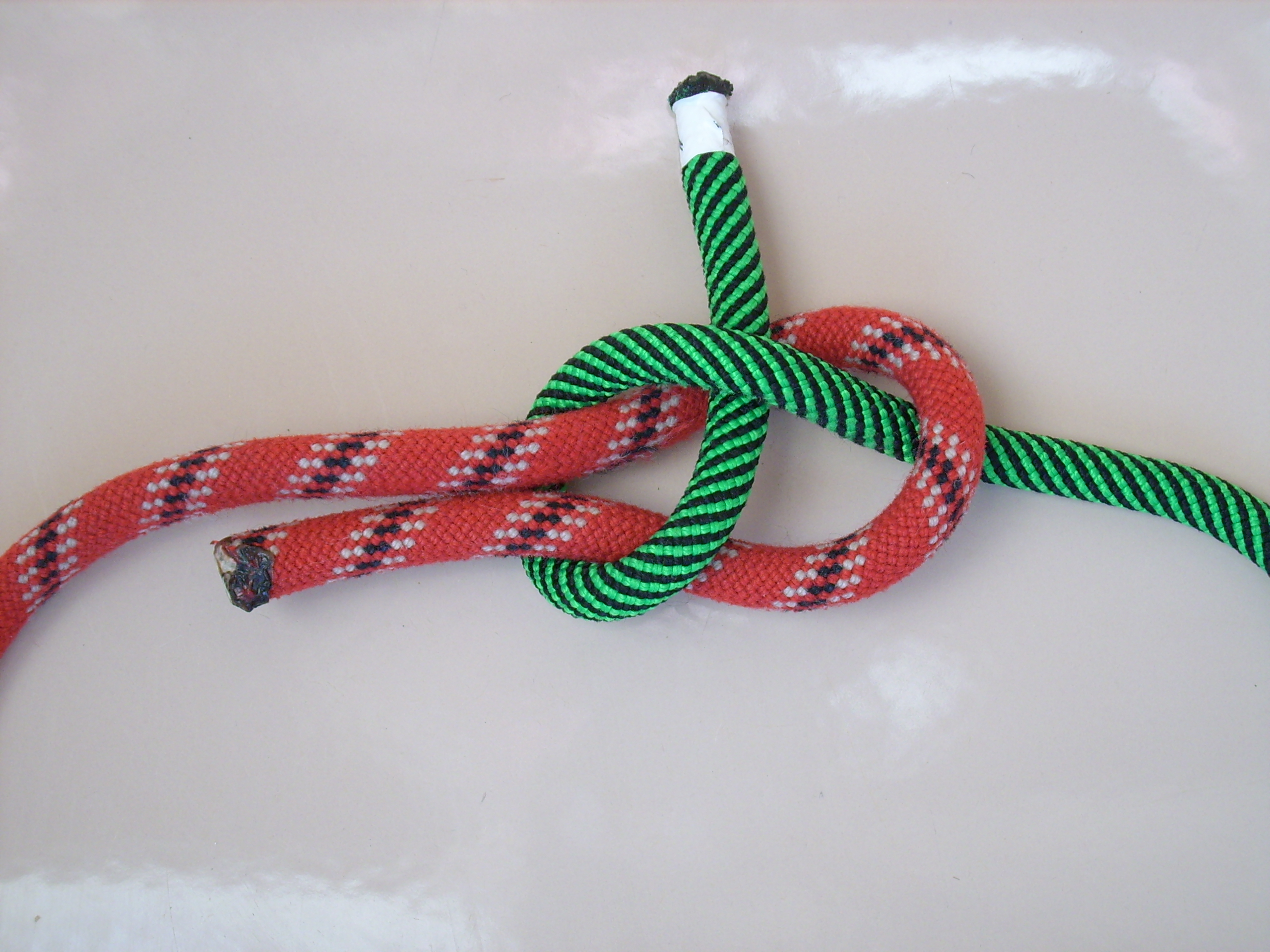
Erreur commune

## Utilité
Le nœud d'écoute est utile dans diverses situations pour effectuer une jonction entre deux cordages. Ce nœud résiste bien à la tension. Il peut être défait facilement sans abimer le cordage.

### Exemples d'applications

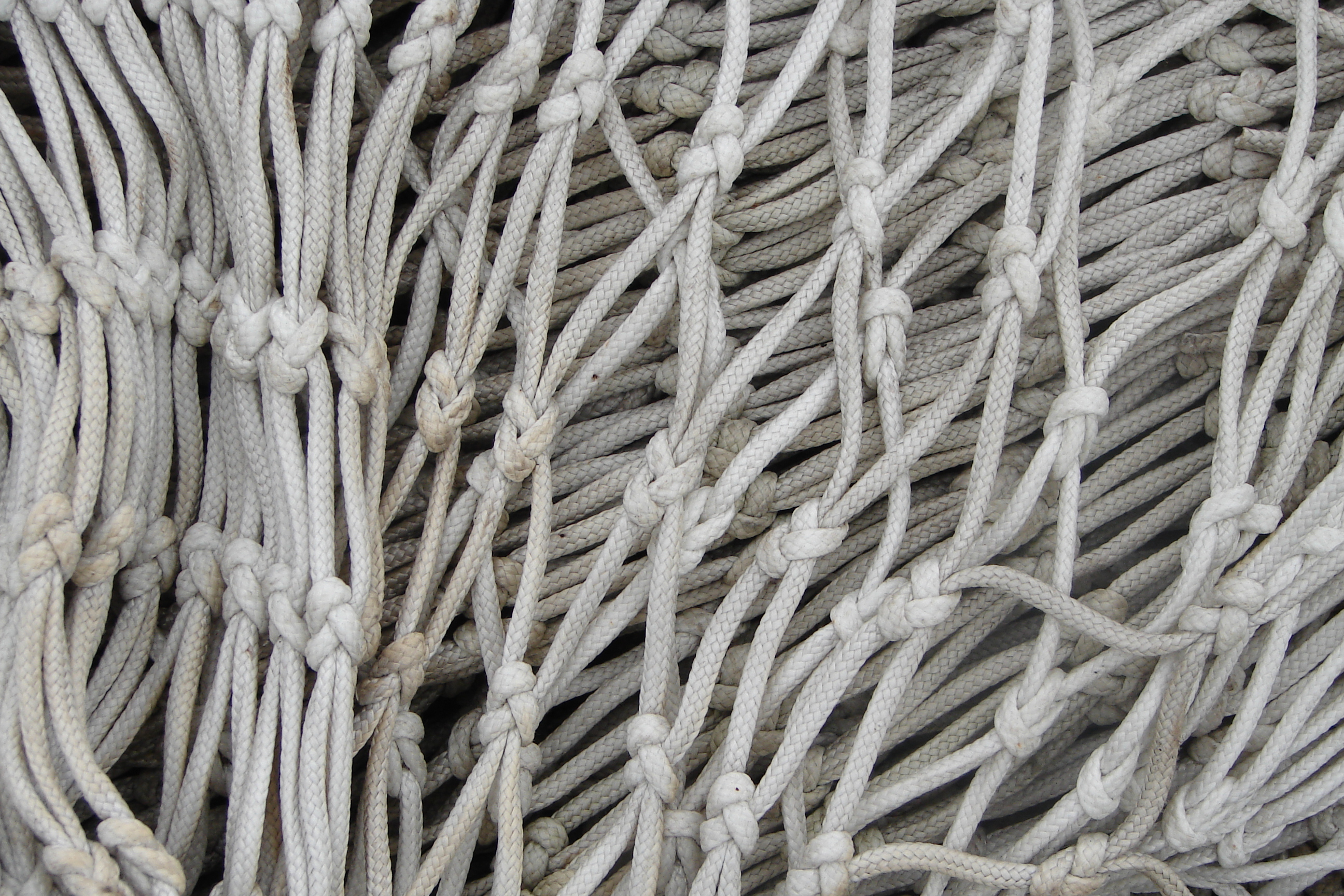
Filet de pêche

- En matelotage, Il est utilisé pour relier un pavillon à sa drisse afin d'être hissé[3]. À ce titre, il est devenu la marque de la vexillologie[4].
- Ce nœud permet de réaliser des filets (de pêche, de hamac)[3].
- Il est utilisé pour fermer et pendre un sac à l'épaule, le haut du sac, replié, jouant alors le rôle de la ganse de cordage de plus fort diamètre[5].
- Sur un métier à tisser, il permet de rabouter les deux extrémités du fil de chaîne qui a cassé ; c'est le nœud d'ajut dont le diamètre est le plus petit, et qui permet donc au fil rabouté de passer le plus facilement dans la lice.

### Variantes
- Lorsque le diamètre des cordes est différent, on peut utiliser le nœud d'écoute double, qui glisse moins[6].
- C'est le nœud servant à former un nœud de chaise, en attachant une corde à elle-même.
- Il peut être gansé afin d'être défait plus facilement. Le brin le plus fin est utilisé pour réaliser la ganse lorsque les cordages n'ont pas le même diamètre[7].
- Il peut être noué sur une boucle plutôt que sur une ganse[8].

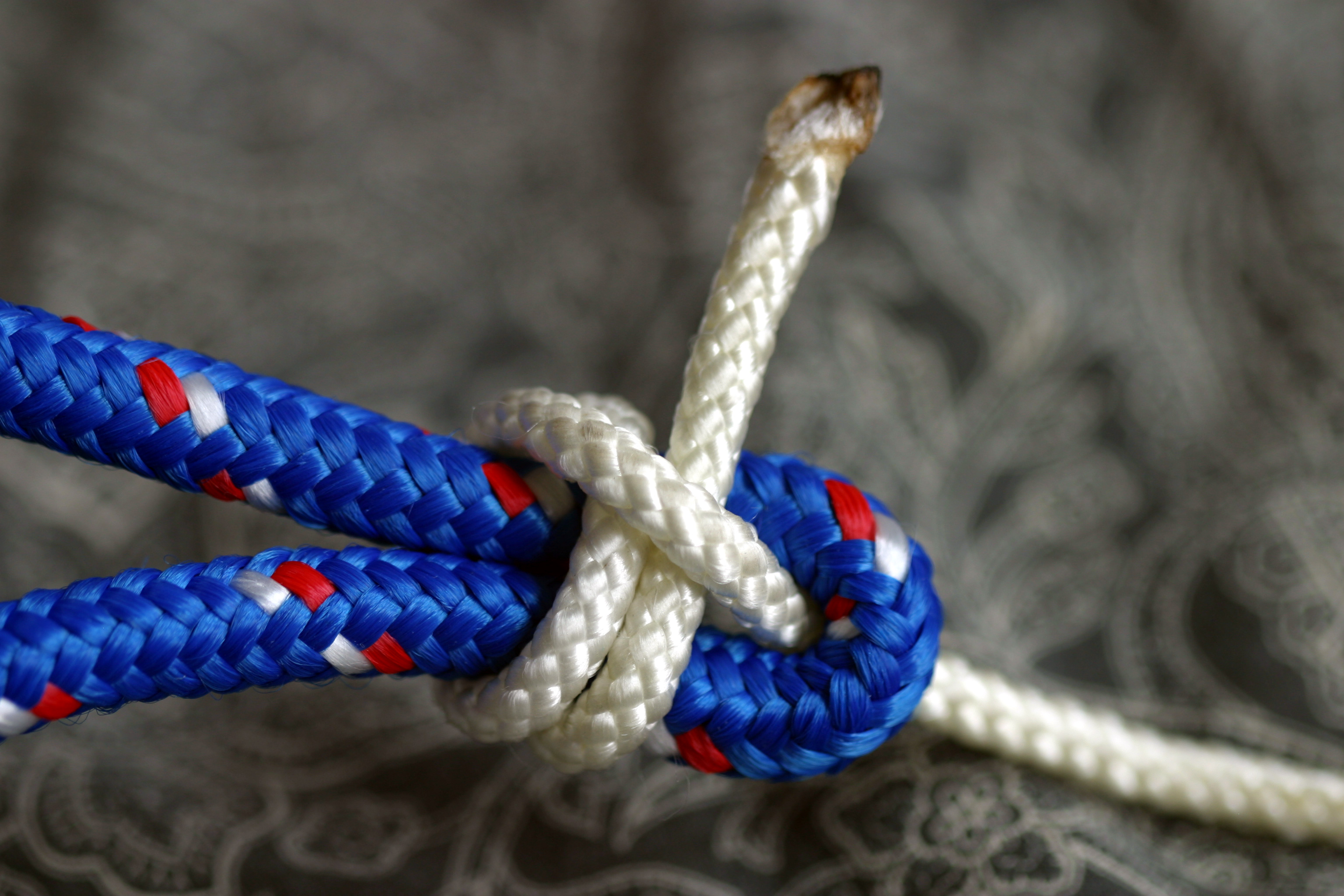
Nœud d'écoute double
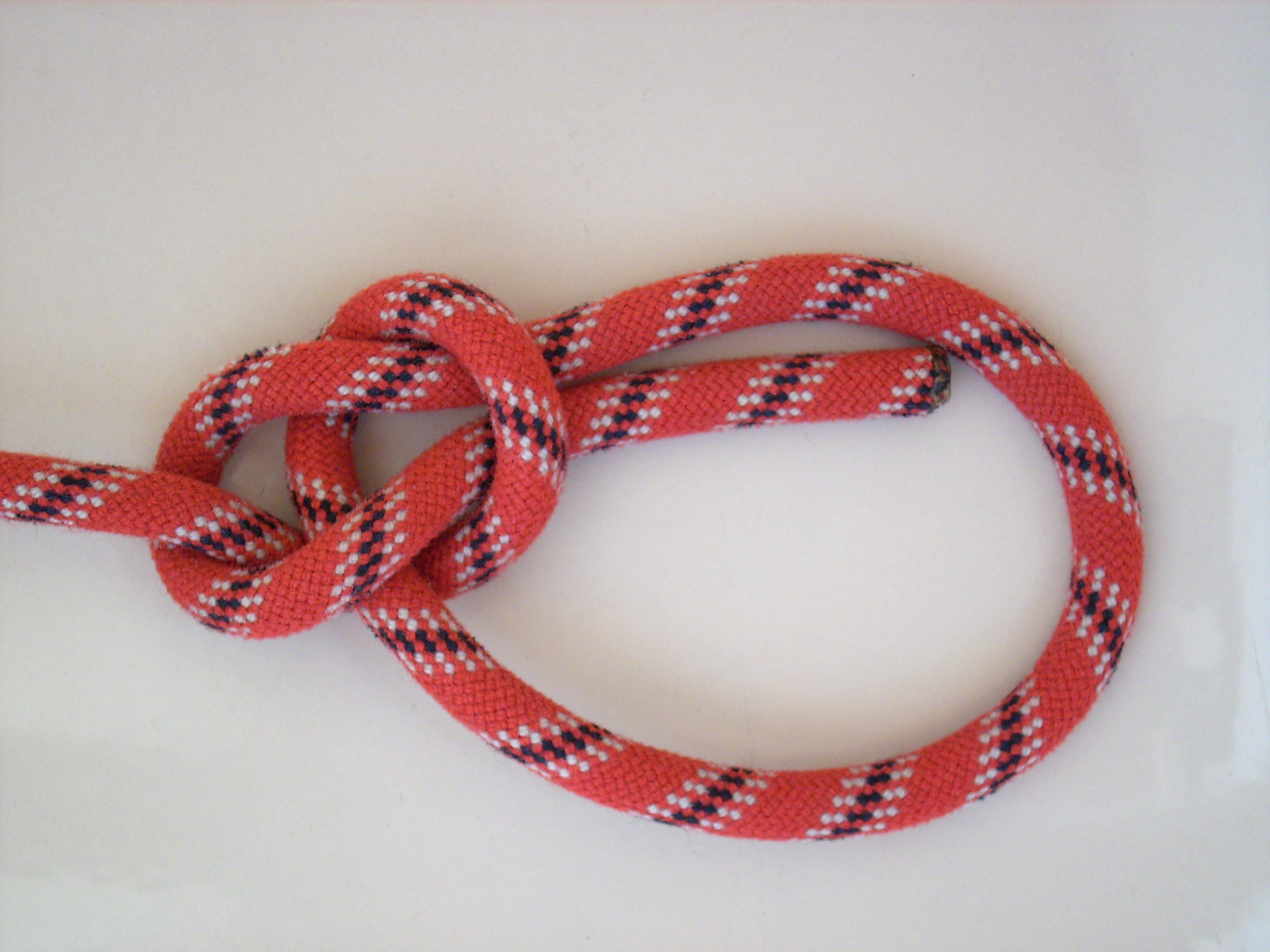
Nœud de chaise
Nœud d'écoute gansé

## Securité
Des tests pratiqués sur 8 nœuds d'ajut différents, avec des cordages d'escalade de diamètre égal, ont montré que le nœud d'écoute est parmi les plus faibles. Pour les usages où la sécurité est en jeu, l'étude "Knot Break Strength vs Rope Break Strength", de Dave Richards, du Cordage Institute, au Texas, recommande de lui substituer le nœud de papillon alpin qui s'est montré le plus performant et est d'une grande facilité d'emploi.